# Dietrich Steinwede

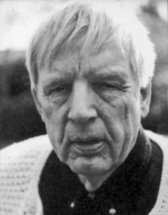
Dietrich Steinwede

Dietrich Steinwede (* 1930) ist ein deutscher Religionspädagoge.

## Leben
Steinwede wurde 1930 geboren und wuchs in Niedersachsen auf. Mit 19 Jahren ging er nach Celle an die Adolf-Reichwein-Hochschule. Nach Beendigung seines Studiums der Pädagogik trat er in den Schuldienst ein, kündigte diesen allerdings bereits nach einem Jahr. 1953 nahm er in Hamburg ein Zweitstudium mit den Fächern Geschichte und Germanistik auf, welches er in Freiburg und Göttingen zu Ende führte. 1961 wurde er Dozent für Religionspädagogik am Religionspädagogischen Institut Loccum. 1970 wechselte er an das Pädagogisch-Theologische Institut in Bad Godesberg bei Bonn. Die Evangelisch-Theologische Fakultät Bonn verlieh ihm am 7. Februar 2001 die Würde eines Doktors der Theologie ehrenhalber. Die Laudatio hielt Henning Schröer.

## Belege
1. ↑  Chronik des Akademischen Jahres 2000/2001. (PDF;1,3 MB) Universität Bonn, 2001, S. 75, ehemals im Original (nicht mehr online verfügbar); abgerufen am 23. Juni 2018. (Seite nicht mehr abrufbar. Suche in Webarchiven)

## Werke (Auswahl)
- Herr, höre meine Stimme. Gebete für Schule und Haus (hrsg. mit Ingeborg Schieweck und Rudolf Richard), Furche Verlag 1963
- Zu Erzählen Deine Herrlichkeit Biblische Geschichten für Haus, Katechese und Kindergottesdienst. Vandenhoeck & Ruprecht 1965 ISBN 3-525-61140-4(DDR-Lizenzausgabe: St. Benno-Verlag, Leipzig 1970)
- Arbeitsplan für den evangelischen Religionsunterricht an Volksschulen. Vandenhoeck & Ruprecht 1967
- Werkbuch Biblische Geschichte für Kindergottesdienst und Schule, 1. Band (hrsg. mit Karl Heinrich Bartels und Renate Ziegler), Vandenhoeck & Ruprecht 1968
- Werkbuch Biblische Geschichte für Kindergottesdienst und Schule, 2. Band (hrsg. mit Karl Heinrich Bartels und Renate Ziegler), Vandenhoeck & Ruprecht 1970
- Vorlesebuch Religion Band 1. Für Kinder von 5-12. (hrsg. mit Sabine Ruprecht) Vandenhoeck & Ruprecht 1971. ISBN 3-7806-0121-4
- Von der Schöpfung. Ein Sachbilderbuch mit Zeichnungen von Fulvio Testa, Verlag Ernst Kaufmann 1972. ISBN 3-7806-0223-7
- Jesus von Nazareth. Ein Sachbilderbuch mit Zeichnungen von Rene Villiger, Verlag Ernst Kaufmann 1972. ISBN 3-7806-0178-8
- Vorlesebuch Religion Band 2. Für Kinder von 5-12. (hrsg. mit Sabine Ruprecht) Vandenhoeck & Ruprecht 1973. ISBN 3-7806-0221-0
- Arbeitsbuch Religion 1/2 für die evangelische Religionslehre im 1. und 2. Schuljahr, Bagel Verlag 1973. ISBN 3-513-02052-X
- Von Gott. Ein Sachbilderbuch mit Zeichnungen von Fulvio Testa, Verlag Ernst Kaufmann 1974. ISBN 3-7806-0250-4
- Weihnachten mit Lukas. Ein Sachbilderbuch zur Bibel mit Zeichnungen von Fulvio Testa, Verlag Ernst Kaufmann 1974. ISBN 3-491-73215-8
- Paulus aus Tarsus. Ein Sachbilderbuch mit Zeichnungen von Fulvio Testa, Verlag Ernst Kaufmann 1975. ISBN 3-7806-0266-0
- Wunder. Ein Sachbilderbuch mit Zeichnungen von Fulvio Testa, Verlag Ernst Kaufmann 1977. ISBN 3-491-73219-0
- Ostern. Ein Sachbilderbuch mit Zeichnungen von Fulvio Testa, Verlag Ernst Kaufmann 1977. ISBN 3-7806-0315-2
- Wo die Sonne übernachtet. Schöpfungsmärchen der Völker. (hrsg. mit Spielanregungen von Wolfgang Longardt und Illustrationen von Mouche Vormstein), Gütersloher Taschenbücher Siebenstern 1980. ISBN 3-579-00880-3
- Vom Engel, der nicht singen wollte. Die schönsten Weihnachtslegenden, Gütersloher Verlagshaus Gerd Mohn 1980. ISBN 3-579-02107-9
- Himmel - Reich Gottes. Ein Sachbilderbuch mit Zeichnungen von Fulvio Testa, Verlag Ernst Kaufmann 1980
- Martin Luther in seiner Zeit. Eine Diaserie für Schule, Erwachsenenbildung und Gemeinde Christophorus Verlag 1982. ISBN 3-419-60438-6
- Wenn die Sonne sich verfinstert. Überlebensgeschichten. Texte von Angst und Hoffnung, Gütersloher Verlagshaus Gerd Mohn 1983. ISBN 3-579-02133-8
- Augustinus. Christen in der Spätantike. Ein Sachbilderbuch zur Kirchengeschichte, Verlag Ernst Kaufmann 1984. ISBN 3-7806-0602-X
- Wenn die Vögel nicht mehr singen. Märchen der Völker von der bedrohten Schöpfung. (hrsg. mit Spielanregungen von Wolfgang Longhardt) Gütersloher Verlagshaus Gerd Mohn 1985. ISBN 3-579-00888-9
- Wenn Träume sich erfüllen, Gütersloher Verlagshaus Gerd Mohn 1986. ISBN 3-579-00889-7
- Das neue Kinderbuch vom Kirchenjahr mit Bildern von Fulvio Testa, Patmos Verlag 1988. ISBN 3-491-79292-4
- So weit der Himmel ist. Kindergebete für Tag und Jahr mit Bildern von Regine Altegoer, Patmos Verlag 1989. ISBN 3-491-79336-X
- Unbeirrbar. Lebensbilder von Frauen und Männern des 20. Jahrhunderts. Lahr + Kevelaer. Kaufmann + Butzon & Bercker Verlag. 1991. ISBN 3-7806-2259-9
- Religionsbuch Oikoumene - Werkbuch 1/2 (hrsg. mit Kerstin Lüdke), Patmos Verlag 1994. ISBN 3-491-78466-2
- Weihnachten - spielen und erzählen Themenheft 1 (hrsg. mit Ingrid Ryssel), Gütersloher Verlagshaus Gerd Mohn 1995
- Und Jona sah den Fisch. Biblische Geschichten für Kinder, Gütersloher Verlagshaus 1996. ISBN 3-579-00840-4
- Das Kind in der Krippe, das von Weihnachten erzählt. Geschichten und Gedichte, Gütersloher Verlagshaus Gerd Mohn 1998. ISBN 3-579-01521-4
- Nun soll es werden Frieden auf Erden. Patmos Verlag 1999. ISBN 978-3-491-70315-5
- Stille, scheinheilige Nacht, Gütersloher Verlagshaus 2000. ISBN 3-579-01563-X
- Martin Luther. Leben und Wirken des Reformators. Patmos Verlag 2006. ISBN 978-3-491-79753-6
- Die große Coppenrath Kinderbibel, Coppenrath Verlag 2009. ISBN 978-3-8157-7953-8
- Was der Koran uns sagt: Für Kinder in einfacher Sprache. Bayerischer Schulbuch-Verlag 2010. ISBN 978-3-7627-0421-8
- Was weißt du vom Glauben? Impulstexte für die religionspädagogische Arbeit mit Kindern, Vandenhoeck & Ruprecht 2010. ISBN 978-3-525-63009-9
- Jetzt ist die Zeit der Freude. Weihnachtliche Texte, Kaufmann Verlag 2011. ISBN 978-3-7806-3113-8
- Sein sind die schönsten Namen. Texte des Koran in einfacher Sprache, Patmos Verlag 2011. ISBN 978-3-8436-0002-6
- Heute tanzen alle Sterne. Das große Weihnachtsgeschichten und -liederbuch, Patmos Verlag 2011. ISBN 978-3-8436-0097-2